# بهمن‌شیر (محله)
بهمنشیر محله‌ای است در شهر آبادان که کارگران شرکت نفت در آن زندگی می‌کردند. نام دیگر این محله (کواترا) بوده که به هنگام انقلاب ۱۳۵۷ به کوی کارگر نیز خوانده شد. این محله از کلانتری به نام کلانتری ۳ (کلانتری ۱۳ کنونی) شروع شده تا میدان مجسمه سابق (میدان انقلاب کنونی) ادامه داشته‌است.